# EMC6
EMC6 (англ. ER membrane protein complex subunit 6) – білок, який кодується однойменним геном, розташованим у людей на 17-й хромосомі. Довжина поліпептидного ланцюга білка становить 110 амінокислот, а молекулярна маса — 12 017.
| 10         |  | 20         |  | 30         |  | 40         |  | 50         |
| ---------- |  | ---------- |  | ---------- |  | ---------- |  | ---------- |
| MAAVVAKREG |  | PPFISEAAVR |  | GNAAVLDYCR |  | TSVSALSGAT |  | AGILGLTGLY |
| GFIFYLLASV |  | LLSLLLILKA |  | GRRWNKYFKS |  | RRPLFTGGLI |  | GGLFTYVLFW |
| TFLYGMVHVY |  |            |  |            |  |            |  |            |

A: Аланін

C: Цистеїн

D: Аспарагінова кислота

E: Глутамінова кислота

F: Фенілаланін

G: Гліцин

H: Гістидин

I: Ізолейцин

K: Лізин

L: Лейцин

M: Метіонін

N: Аспарагін

P: Пролін

R: Аргінін

S: Серин

T: Треонін

V: Валін

W: Триптофан

Задіяний у такому біологічному процесі, як ацетилювання. 
Локалізований у мембрані.